# Suite
Una suite (voz francesa), en música clásica occidental y en jazz, es una forma musical compuesta por movimientos instrumentales breves, de carácter dancístico. Su origen se encuentra en los pares contrastantes de danzas del Renacimiento. Durante el Barroco fue una de las formas musicales más importantes. Está considerada como una de las primeras manifestaciones orquestales de tipo moderno. Para que se mantuviera la unidad interna, todos los pasajes de una suite se componían en la misma tonalidad, o en su relativo menor. Otras veces se presentaba un tema musical en diferentes danzas. Por ello se ha considerado este género un antecedente de la forma sonata que se origina en el siglo XVII.
Las danzas tenían una forma binaria simple, es decir, dos secciones más o menos iguales. Una suite constaba de unos diez movimientos en su forma más completa. Solía comenzar con un preludio. La primera danza podía ser una alemanda, de ritmo rápido; luego una corrente y una zarabanda; una bourrée, de tiempo moderado, y así sucesivamente, para finalizar con una danza viva, como la giga. Tuvo su apogeo con Georg Friedrich Händel y Johann Sebastian Bach, durante el siglo XVIII. Al finalizar el barroco, la suite fue una forma musical sofisticada que mezclaba distintas tonalidades, contrastaba materiales temáticos presentándolos al inicio de la pieza y reexponiéndolos en su final. Anuncia, en definitiva, el origen de la sonata, que reemplazará a la suite como género instrumental en la segunda mitad del siglo XVIII. En resumen, la suite es la unión en una sola obra de varias danzas de distinto carácter y ritmo, con el que consigue dar el sentido dramático de «contraposición», típico del Barroco.
La forma ha recibido nombres diversos según la época, país y compositor, entre ellos:
- Ordre, en Francia. También incluye movimientos que no son de danza, algunos son misceláneas entre movimientos diversos.
- Partita, en Alemania, aunque el término es italiano (siglos XVI y XVII).
- Sonata, en Italia, antes de la transformación de la suite y nacimiento de la sonata clásica.

## Historia
La suite fue creada por la difusión de la moda de los bailes cortesanos del siglo XIV al XVI, como combinación de dos bailes diferentes; como pavana - gallarda o basse danse - saltarello.
A menudo, el mismo tema melódico se trataba con una métrica y un tempo diferentes en dos movimientos de danza. En los siglos XVI y XVII, los compositores alemanes solían combinar tres o cuatro movimientos de danza en una entidad musical única, un ejemplo temprano de lo cual es el Banchetto musicale de Johann Schein (publicado en 1617), como una colección de suites de cinco movimientos de danza para cinco violas.
En Francia, existía la tendencia de componer una suite para laúd solo o teclado como una colección de 17 a 18 piezas, casi siempre piezas de danza, en la misma tonalidad. Los compositores franceses transformaron gradualmente elementos de danza en composiciones elegantes y refinadas, y desarrollaron características musicales especiales para ciertos géneros de danza. Estas pieza fueron agrupadas en grandes colecciones, conocidas como ordres.
A principios del siglo XVIII, cuatro tipos de danza se convirtieron en piezas estándar de la suite; allemande (danza alemana), courante (danza francesa), sarabande (danza española) y gigue (danza inglesa), en ese orden. Este tipo básico de diseño de párrafo se desarrolló en Alemania a fines del siglo XVII, después de que Johann Jacob Froberger comenzara a incluir el inglés, un sello antes o después del kurant, en lugar del alemán habitual anterior del cronograma; alemanda, kurant, sarabanda. El editor Froberger luego reorganizó el orden de los movimientos de baile, que se convirtió en estándar.
Con la aparición de las galanterías a mediados del siglo XVIII, se empezaron a incluir danzas adicionales, como la gavota, la bourrée y el minueto, e incluso arias que ya no tenían nada que ver con la danza. Luego se hizo común, al igual que los diversos nombres del párrafo inicial; preludio, obertura, fantasía, sinfonía. Ejemplos de tal extensión de cuatro bailes básicos en una suite para solo son los de Bach; Suites inglesas, suites francesas y partitas (partita era entonces el nombre alemán habitual para - suite).
Fuera de Francia y Alemania, la disposición y elección de los movimientos de baile no estaba tan estandarizada. En Italia, la suite para orquesta de cámara se suele llamar -sonata da camera.
En Alemania a finales del siglo XVII ya principios del siglo XVIII, desarrolló otro tipo de suite, que incluía bailes nuevos, más modernos, en lugar de los cuatro tipos tradicionales de baile, que se habían vuelto demasiado refinados. Comenzaron con oberturas al estilo francés , por lo que a menudo se las llamaba oberturas. Ejemplos de este enfoque más flexible son las suites de Georg Muffat de sus dos Florilegiums (1695, 1698), las cuatro oberturas para orquesta de Bach y la "Música del agua" de Handel (1717) y "Música para los fuegos artificiales del rey" (1749).

## Partes de lasuitebarroca
La suite barroca está formada por piezas básicas y piezas no básicas. Existen también unas piezas muy extraña vez usadas.

### Piezas básicas
- Alemanda (allemande). Danza de origen alemán, cortesana para una línea de parejas.
- Corrente (courante). Danza de origen francés, de carácter vivo.
- Zarabanda (sarabande). Danza de origen español, de carácter pausado.
- Giga (gigue). Danza de origen británico, de carácter alegre.

### Piezas no básicas
- Obertura o preludio, con el que se da comienzo y unidad a la suite.
- Gavota. Danza de origen francés, que en sus orígenes se bailaba en corro.
- Rondó (rondeau). Danza de origen francés, consistente en un estribillo y coplas (couplets).

### Piezas rara vez usadas
- Entrée (ballet). A veces la entrée es compuesta como parte de una suite, pero ahí es sólo música instrumental sin danza. Es una introducción, una pieza a modo de marcha tocada durante "la entrada" de un grupo de danza, o tocada antes de un ballet. Usualmente en un compás de 4/4. Está relacionada con la "intrada" italiana. Pello
- Harlequinade.
- Alla spagnola. “A la usanza española”, pieza de ritmo lento, parecida a la zarabanda, si bien más solemne.
- Rigodón (rigaudon).
- Sommeille.
- Contradanza. A pesar de lo popular de este tipo de danza, apenas se incluyó (salvo Telemann y Arne) en la suite barroca.
- Fandango. Danza de origen andaluz, usada en suite durante el Clasicismo.
- Branle (bransle). Danza renacentista de origen francés que aparece en algunas suites francesas e italianas barrocas.
- Loure o giga lenta (gigue lente), bastante común en la obra de Telemann.
- Fanfarria (fanfare).
- Volta.
- Fanfarinette, danza ligera a ritmo de fanfarria, cultivada por Rameau y Telemann, basada en la fanfare.
- Ecossaise, danza escocesa, muy popular en la Inglaterra de la regencia, con un ritmo que recuerda al swing.
- Plainte (“lamento”), evolución barroca del planctus (o planh) de los trovadores medievales.
- Boulangère, danza de origen francés.
- Combattans, danza marcial.
- Polonesa, polacca o polonaise, marcha moderada de ritmo ternario.
- Badinerie o badinage, danza breve y muy viva. Toma su nombre del francés badiner (“bromear”). Destaca la famosa badinerie para flauta de J. S. Bach.
- Pasacalle (passacaglia), de origen español.
- Minueto o minué (menuetto), danza ternaria con ritmo rápido. Más tarde pasaría a la sinfonía clasicista como tercer movimiento.
- Escarceo (scherzo). Movimiento añadido a algunas suites en el Romanticismo, inexistente durante el Barroco. Surge a partir del minueto.
- Regocijo (rejouissance). El más famoso cierra la Música para los reales fuegos de artificio de Handel.

## Bach y el estilo alemán
Johann Sebastian Bach conocía la música francesa de su época. Tuvo acceso a ella por primera vez al escuchar a la orquesta de la corte francófila de Celle durante sus años escolares de Lüneburgo (1700—1702). Se supone así mismo que el compositor y lexicógrafo Johann Gottfried Walther, amigo y pariente de Bach, compartió con este sus conocimientos musicales. Bach, por último, poseía en su biblioteca numerosas copias de partituras al estilo francés.
Por el año 1700, el estilo francés estaba en decadencia en Francia, así como el reinado de Luis XIV el rey Sol al cabo de medio siglo. En el prefacio de Les Nations, Couperin mintió al afirmar que la sonata introductoria de la suite francesa era la primera de todas las compuestas en Francia. Marc-Antoine Charpentier se le había adelantado treinta años antes. Couperin consiguió destacar en el estilo Italiano que estaba de moda. El clavecinista real, admirador de ese estilo, explotaba sin reparos los temas de las sonatas de Arcangelo Corelli, práctica esta que Johann Mattheson fustigaba en 1739:

Los franceses se transforman en italianos de pura cepa hasta en la composición de sonatas; el resultado es un trabajo mal hecho, montón de notas deshilvanadas...

Los estados alemanes carecían en 1700 de una música instrumental independiente y equiparable a la del estilo francés e italiano. La más peculiar parecía ser la música sacra, debido por supuesto a las necesidades de la liturgia: cantatas, motetes, música para órgano.
En este ambiente se educó Johann Sebastian Bach. Bastante se ha escrito (v. Edition Bachakademie vol. 102 y 137) cómo fue perfeccionando sus dotes de virtuoso en instrumentos de teclado, sentando en la misma medida las bases de su arte de compositor. Bach se familiarizó con el estilo orquestal francés durante sus años de escolar vividos en Lüneburgo y con el concierto italiano moderno durante su primera estancia en la corte de los duques de Weimar, Wilhelm Ernst y Ernst August, el año 1708.

## Obras destacadas del género
Grandes muestras del género se pueden encontrar en las obras de Dieupart, Couperin, Telemann, Zapan, Rameau, Hændel y Bach, entre los siglos XVII y XVIII, edad dorada de la suite:
- François Charles Dieupart (1667—1740).
  - Seis suites para clavecín (1701).
- François Couperin (1668—1733).
  - 4 libros de suites para clave solista (1713 y 1730)
- Georg Philipp Telemann (1681—1767).
  - Suite para flauta y bajo continuo.
  - Musique de table (1733).
- Jean-Philippe Rameau (1683—1764).
  - 3 libros de suites para clave solista (1706, 1724 y 1728).
  - 2 movimientos de suites para clave solista (1724 y 1747).
- Georg Friedrich Händel (1685—1759).
  - Música acuática Hwv 348-350, Suite orquestal (1719)
  - Música para los reales fuegos de artificio HWV 351, Suite orquestal (1749).
  - 8 suites para clave solista, Hwv 426-433  (1720)
  - Suites de Piezas para clavecín, Hwv 434-442
- Johann Sebastian Bach (1685—1750):
  - 3 partitas para violín solo, como la 'Partita para violín solo n.º 2'.
  - 6 suites para violonchelo solo (1722).
  - 27 suites para clave solista, entre ellas las inglesas', francesas y partitas (1722 y 1730).
  - Partita para flauta sola.
  - 4 suites orquestales.

Sin embargo, el género no murió al terminar el período barroco:
- Piotr Ilich Chaikovski (1840-1893):
  - Suite de El lago de los cisnes
  - Suite de La bella durmiente
  - Suite de El cascanueces
- Edvard Grieg (1843-1907):
  - Suite Holberg
  - Peer Gynt
- Isaac Albéniz (1860-1909):
  - Suite española I, Op. 47
  - Suite española II, Op. 97
  - Suite Iberia
- Claude Debussy (1862-1918):
  - Suite El Rincón de los Niños
  - Suite bergamasque
  - Première Suite d’orchestre
  - Suite sinfónica Printemps
  - Petite Suite, para piano a cuatro manos
  - Suite orquestal Le Triomphe de Bacchus

- Gustav Holst (1874-1934):
  - Suites para banda militar n.º 1 y n.º 2
  - Beni Mora, suite “oriental” para las danzas de mayo, op. 29, no. 1
  - Saint Paul's Suite, op. 29, no. 2, para orquesta
  - Suite Los planetas, op. 32, para orquesta
  - A Moorside Suite H. 173, para banda
  - Brooke Green Suite H. 190, para orquesta
- Ígor Stravinski (1882-1971):
  - Suite para la Historia del soldado
  - Suite para Pulcinella
  - Suites n.º 1 y n.º 2 para orquesta de cámara
  - Suite de El pájaro de fuego
  - Suite de Petrushka

### Jazz
También hay numerosos ejemplos de suites en jazz:
- Duke Ellington (y Billy Strayhorn): Black, Brown and Beige, 1943; Such Sweet Thunder/Shakespearean Suite, 1957; Toot Suite, 1958; The Ellington Suites (incl. The Queen's Suite, The Goutelas Suite y The Uwis Suite), 1959; The Nutcracker Suite, 1960; Far East Suite, 1966; New Orleans Suite, 1970; Afro-Eurasian Eclipse, 1971; Latin American Suite, 1972.
- Max Roach: Suite Freedom Now, 1960.
- Oscar Peterson: Canadiana Suite, 1964.
- John Coltrane: A Love Supreme', 1965.
- Don Cherry: Relativity Suite, 1973.
- Keith Jarrett: The Survivors' Suite, 1976/1977.
- Charlie Watts, Jim Keltner: Elvin Suite, 2000.

### Rock
Y también se pueden encontrar suites en música rock, especialmente en rock progresivo:
- Deep Purple: April, 1968
- Procol Harum: En Held 'Twas in I, 1968
- Pink Floyd: Atom Heart Mother, del álbum del mismo nombre, 1970 así como Echoes del álbum Meddle, 1971
- Van der Graaf Generator: A Plague of Lighthouse Keepers, 1971
- Genesis: Supper's Ready,[7][8] 1972
- Santana: Los cinco primeros temas desde Eternal Caravan of Reincarnation hasta Song of the Wind del álbum Caravanserai, 1972.
- Manfred Mann's Earth Band: Father of Day, Father of Night del álbum Solar Fire, 1973
- Colosseum: Valentyne Suite
- Renaissance: Song of Scheherazade, 1975[9]
- King Gizzard and the Lizard Wizard: Publicado en 2017, el álbum Murder of the Universe consta de tres suites separadas.